# Denis Duboule

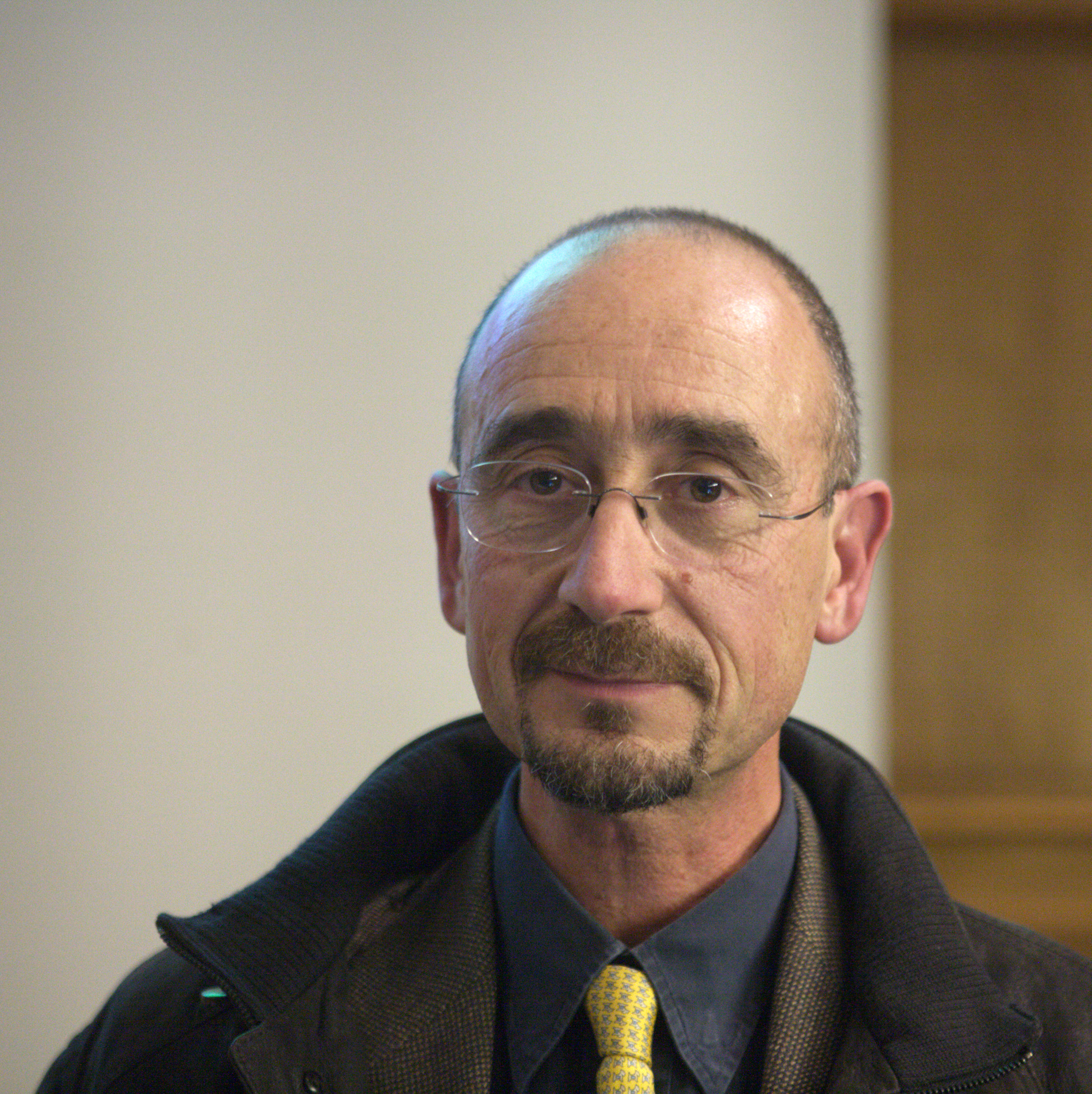
Denis Duboule

Denis Duboule (* 17. Februar 1955 in Genf) ist ein schweizerisch-französischer Entwicklungsbiologe und Genetiker an der Universität Genf und der École polytechnique fédérale de Lausanne.

## Leben
Duboule studierte an der Universität Genf Biologie und erwarb dort auch einen docteur en sciences (Doktor der Naturwissenschaften). Als Postdoktorand beziehungsweise Arbeitsgruppenleiter arbeitete er bei Pierre Chambon an der Universität Straßburg und anschließend am European Molecular Biology Laboratory (EMBL) in Heidelberg, bevor er 1992 als Professor zurück an die Universität Genf ging. Seit 1997 leitet er die dortige Abteilung für Zoologie und Tierbiologie. Seit 2001 leitet er den nationalen Forschungsschwerpunkt Frontiers in Genetics des Schweizerischen Nationalfonds.
Duboule ist verheiratet und hat vier Kinder.

## Wirken
Duboule führte grundlegende Untersuchungen zur Colinearität aus, ein Prinzip, nach dem die Gene, die bei Wirbeltieren (Vertebraten) die Entwicklung der Gliedmaßen steuern, einerseits entlang ihrer zeitlichen Verwendung während der Embryonalentwicklung, andererseits entlang der Körperachse „vorne–hinten“ der Art räumlich auf den Chromosomen angeordnet sind. Er konnte zeigen, dass die Hox-Gene eine entscheidende Rolle bei der Entwicklung der Gliedmaßen spielen. Seine Entdeckungen haben ein neues Forschungsgebiet eröffnet und trugen entscheidend zum Verständnis der Evolution der Arten bei (evolutionäre Entwicklungsbiologie).
Denis Duboules Beiträge liegen auf dem Gebiet der Genetik der Wirbeltierentwicklung, der evolutionären Entwicklungsbiologie, der Schnittstelle zur medizinischen Genetik und der Transkriptions-Regulation. Seit 1985 veröffentlichte er eine Reihe von Entdeckungen über die evolutionäre Entwicklung des Wirbeltierkörpers, insbesondere zur Familie der Hox-Gene, 1986 zum Cloning und zur Struktur des ersten großen Hox-Gen-Komplexes der Maus und in Zusammenarbeit mit G. Gaunt zur Expression eines Hox-Gens in Neuromen im Rhombencephalon, wobei er eine Analogie der Expression verwandter Gene bei der Taufliege (Drosophila) vorschlug. 1988 schrieb er zusammen mit G. Gaunt über die colineare Expression von Hox-Genen im Wirbeltier und erweiterte damit entscheidend die Existenz dieses Phänomens von Drosophila auf die Wirbeltiere und andere Neumünder. 1989 beschrieb er die zeitliche Colinearität (die Hox-Uhr), eine Erweiterung desselben Colinearitätsprinzips auf das Timing der transkriptionalen Aktivierung dieser Gene. 1989 folgte zusammen mit dem Labor von Krumlauf die Entdeckung der strukturellen Konservierung des gesamten homeotischen Systems bei Maus und Fliege; danach existiert ein einziger homeotischer Komplex im Tierstammbaum der Urmünder und Neumünder. 1989 und 1991 wurde erstmals berichtet, dass dasselbe genetische System mehrfach verwendet wird bei der Organisation von Strukturen entlang verschiedener Achsen, speziell bei der Wirbeltierextremität und im Urogenitalsystem. Die Erweiterung dieser Arbeit auf Vögel zusammen mit Cheryll Tickle und Lewis Wolpert belegte sowohl das hohe Ausmaß an zwischenartlicher Konservierung als auch die wesentlich Funktion dieser Gene bei der Extremitätenentwicklung. 1991 veröffentlichte Duboule sein „Konzept der posterioren Prävalenz“. Es steht für die funktionale Organisation der Hox-Gene. 1993 zeigte er, dass Hox-Gene in multiple axiale Strukturen involviert sind. Das geschieht über eine Mutation eines einzigen Hox-Gens, die in massiven Veränderungen der Extremitäten, des axialen Skeletts sowie der äußeren Geschlechtsorgane mündet.
1994 schlug er das Konzept der „Entwicklungs-Sanduhr“ („Developmental hourglass“) vor. Damit forderte er eine Einschränkung der phänotypischen Landschaften in einer bestimmten Phase der Wirbeltierentwicklung, und zwar auf der Grundlage, dass maximale mechanistische Constraints vorliegen. Der Vorschlag, dass Hox-Gene als eine „Uhr“ agieren und dass somit alle Wirbeltiere ihre Körperachse in einer Zeitfolge entwickeln, verlangt mindestens einen vollständigen Hox-Cluster, um den Zeitparameter integrieren zu können. 1995 folgte die Beschreibung von Hox-Genen beim Zebrafisch und ihre Expression während der Flossenentwicklung. Das führte zu einem möglichen Schema des evolutionären Übergangs von der Flosse zur Extremität, bei der Finger bzw. Zehen als eine Innovation gesehen werden, die zusammen mit den Erscheinen der Tetrapoden auftrat. 1996 wurde eine Beziehung zwischen der dominant negativen Funktion von Hox-Genen und einem menschlichen genetischen Syndrom (der Typ-II-Syndaktylie oder Polysyndaktylie) hergestellt, und zwar über posteriore Prävalenz.
Von 1997 bis 2001 untersuchte Duboules Labor das Problem der Colinearität auf einer mechanistischen Ebene, indem embryonale stammzell-basierte Genetik verwandt wurde; Hox-Gene werden auf einem allgemeinen Level kontrolliert, was ihre jeweilige Position im Gen-Cluster involviert.  2001 wurde eine Verbindung etabliert zwischen zeitlicher Colinerarität (Hoxuhr) und der somitischen Uhr, wonach die Progression und Spezifikation der Somiten koordiniert wird. „Nachdem wir nun verstanden hatten, welche Gene die Gliedmassen aller Wirbeltiere steuern, interessierten wir uns dafür, was passiert, wenn man diese Gene austauscht, um besser zu verstehen, wie unser Organismus funktioniert.“ Ab 1998 nutzte dieses Labor daher zwei eigene genetische Ansätze, TAMERE (targeted meiotic recombination) und STRING, um in eine in vivo Genregulierungsanalyse im großen Maßstab einzusteigen. Das führte zu Konzepten von „Regulations-Landschaften“ oder „Archipelen“. Diese große Allelserie erlaubte kürzlich, den Mechanismus aufzudecken, der der Colinearität in der Entwicklung der Wirbeltierextremität zugrunde liegt. Tatsächlich entspricht die axiale Organisation unsere Beine und Arme der linearen Organisation regulatorischer Chromatin-Domänen. Der Übergang zwischen diesen chromosomalen Domänen entspricht dem Handgelenk, das heißt dem Übergang zwischen dem alten (Arme und Beine) und dem neuen Teil (Hände und Füße) unserer Gliedmaßen. Duboule studierte auch im Detail biochemische Mechanismen, die der Hox-Genregulation und dem Prozess der Hoxuhr während der Ausbildung der Hauptkörperachse unterliegen. Diese Uhr ist mit einem Übergang in Chromatin-Domänen verbunden, die in einem schrittweisen Genwechsel von einem negativen zu einem positiven Chromatin-Kompartiment begleitet wird.
Die potenzielle Bedeutung dieser Beobachtungen für unser Verständnis der Genregulation in der Entwicklung und der morphologischen Evolution wurde in verschiedenen Reviews diskutiert.

## Auszeichnungen (Auswahl)
- 1993 Mitglied der European Molecular Biology Organization
- 1994 Nationaler Latsis-Preis[28]
- 1996 Mitglied der Academia Europaea[29]
- 1997 Cloëtta-Preis
- 1998 Louis-Jeantet-Preis[30]
- 2000 Mitglied der Königlich-Niederländischen Akademie der Wissenschaften[31]
- 2003 Marcel-Benoist-Preis[32]
- 2004 Prix Charles-Léopold Mayer[33]
- 2005 Mitglied der Académie des sciences[34]
- 2005 Mitglied der Schweizerischen Akademie der Medizinischen Wissenschaften
- 2005 Ritter des Ordre national du Mérite
- 2006 Mitglied der American Academy of Arts and Sciences[35]
- 2010 Prix International de l’INSERM[36]
- 2012 Auswärtiges Mitglied der Royal Society[37]
- 2012 Ausländisches Mitglied der National Academy of Sciences der USA
- 2013 Ritter der Ehrenlegion
- 2013 Alexander-Kowalewski-Medaille

## Mitgliedschaft im Beirat oder Redaktionsausschuss von Wissenschaftsmagazinen
- Editor Development (1995–2005)
- Editor Developmental Biology (2014- )
- Board of Reviewing Editors Science (2002–2010)
- Associate Editor EMBO Journal (1994–1996, 1999–2001).
- Associate Editor Mechanism of Development ( -2010)
- Associate Editor Gene Expression Patterns (-2010)
- Associate Editor Developmental Biology.
- Associate Editor Genes to Cells.
- Associate Editor International Journal of Dev. Biology.
- Associate Editor  International Journal of Molecular Medicine.
- Associate Editor Evolution and Development.  (1999–2005)
- Associate Editor Médecine/Sciences
- Associate Editor EMBO Reports (1999–2001)
- Associate Editor BioEssays (2005-)
- Advisory board Genome Biology

## Publikationen
Artikel
- NCBI publication list D. Duboule

Bücher
- als Hrsg.: A guidebook to homeobox genes. Oxford University Press, 1994.
- mit E. Hafen und D. Bopp (Hrsg.): Developmental Biology in Switzerland. (=   International journal of developmental biology. Band 46). UBC Press, 2002.

## Interviews
- The Hox complex - an interview with Denis Duboule. Interviewed by Richardson, Michael K. In: The International journal of developmental biology. Band 53, Nummer 5–6, 2009, S. 717–723, ISSN 1696-3547. doi:10.1387/ijdb.072558mr. PMID 19557678.